# John Woodruff (Leichtathlet)

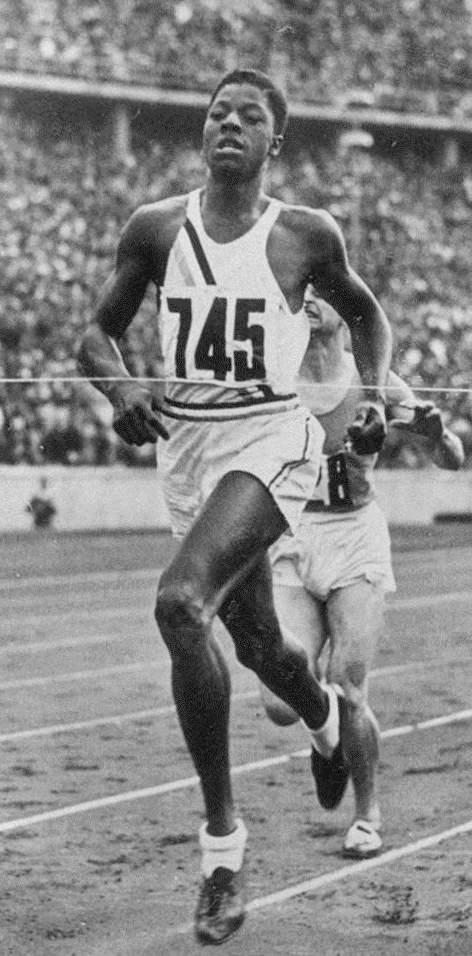
John Woodruff

John Youie Woodruff (* 5. Juli 1915 in Connellsville, Fayette County, Pennsylvania; † 30. Oktober 2007 in Fountain Hills, Arizona) war ein US-amerikanischer Mittelstreckenläufer und Olympiasieger.
Woodruff, als Student an der University of Pittsburgh, gewann 1936 die Silbermedaille über 880 Yards bei den nationalen AAU-Meisterschaften und qualifizierte sich damit für die US-amerikanische Olympiamannschaft. Bei den Olympischen Spielen 1936 in Berlin wurde er seiner Favoritenrolle gerecht und gewann die Goldmedaille im 800-Meter-Lauf, vor dem Italiener Mario Lanzi (Silber) und dem Kanadier Phil Edwards (Bronze). 1937 gewann er wieder die nationalen AAU-Meisterschaften über 800 Meter und die 440 Yards und 880 Yards der IC4A-Meisterschaften, ebenso 1938 und 1939.
1941 ging er im Rang eines Second Lieutenant (Leutnant) zum Militär und wurde 1945 als Captain (Hauptmann) entlassen. Während des Koreakrieges diente er wieder beim Militär, bevor er es 1957 im Rang eines Lieutenant Colonel (Oberstleutnant) verließ. Danach arbeitete er in der Children's Aid Society von New York City, war spezieller Ermittler des New York Dept. of Welfare, war Direktor des Recreation Center for the New York City Police Athletic League und arbeitete als Bewährungshelfer für den Bundesstaat New York.
In Connelsville findet jeden Sommer ihm zu Ehren der John Woodruff 5000-Meter-Lauf und ein 5000-Meter-Gehen statt. John Woodruff starb am 30. Oktober 2007 im Alter von 92 Jahren an Herzproblemen und chronischem Nierenversagen. Zum Zeitpunkt seines Todes war er der letzte noch lebende Goldmedaillengewinner der Olympischen Spiele von 1936 aus den Vereinigten Staaten.